# Linia kolejowa Česká Třebová – Přerov
Linia kolejowa nr 305B – linia kolejowa w Czechach, biegnąca przez kraj pardubicki, ołomuniecki i morawsko-śląski, od stacji Česká Třebová do Bogumina.